# 太正浪漫堂
太正浪漫堂（たいしょうろまんどう）は、セガが営業していたアドベンチャーゲーム『サクラ大戦シリーズ』に関する商品の専門店。

## 概要
セガ直営のアミューズメント施設（当時）「池袋GIGO」5Fに「池袋店」と「大阪心斎橋GIGO」4Fに「心斎橋店」にて営業。また、コミケの企業ブースでも、セガが「太正浪漫堂・有明出張所」を出展。
主に『サクラ大戦』シリーズのキャラクターグッズを中心に取り扱っており、キャラクターの誕生日には、そのキャラクターにちなんだ限定グッズが販売され、店内のモニターで誕生会ライブを上映した。その他、『サクラ大戦』のゲームや、攻略本、関連コミックなども販売していた。
店内の奥には『サクラ大戦』仕様のプリクラ、ダーツ、UFOキャッチャーや、アーケード版『花組対戦コラムス』などのゲームも設置されていた。
店内の「Sakura Cafe（サクラカフェ）」ではキャラクターにちなんだ料理が楽しめた。キャラクターのコースターが付属するドリンクもあり、コースターの絵柄は、帝国華撃団、巴里華撃団、紐育華撃団のキャラクター、ドリンクはそのキャラクターをイメージした飲み物となっていた。
2003年9月28日に心斎橋店、2008年3月30日に池袋店がそれぞれ閉店し、約10年の歴史の幕を閉じた。その後、2019年9月14日より公式オンラインショップとして再開した。池袋店の閉店から数えて、11年ぶりの復活となる。

## 歴史
- 1998年6月13日 太正浪漫堂 池袋店開店。開店当日、広井王子と陶山章央来店[3]。
- 1999年12月12日 太正浪漫堂 心斎橋店開店。
- 2003年7月18日 太正浪漫堂 池袋店が「Sakura Cafe」を併設してリニューアル開店[4]。
- 2003年9月28日 太正浪漫堂 心斎橋店閉店[5]。
- 2008年3月30日 太正浪漫堂 池袋店とSakura Cafe閉店[6]。
- 2019年9月14日 太正浪漫堂 『サクラ大戦』シリーズ 公式オンラインショップがオープン[2]。